# 光萼蓝钟花
光萼蓝钟花（学名：Cyananthus leiocalyx）为桔梗科蓝钟花属的植物。分布在锡金以及中国大陆的西藏、云南、四川等地，生长于海拔3,000米至5,000米的地区，见于石灰石基质山坡草地。